# Hydrofil
Hydrofil (gr.  hýder - woda + gr. phileín - lubić) – termin stosowany w ekologii i zoocenologii na określenie gatunków żyjących w środowisku wodnym. Na przykład w odniesieniu do larw Tabanidae, których larwy odbywają cały rozwój w wodzie (zbiornikach wodnych).
Termin używany również w chemii w odniesieniu do substancji mających łatwość w przywiązywaniu cząsteczek wody. Takie substancje (hydrofilne) ulegają łatwemu uwodnieniu.